# Валері Барлуа
Валері Барлуа (фр. Valérie Barlois, нар. 28 травня 1969, Мелен, Сена і Марна, Франція) — французька фехтувальниця на шпагах, олімпійська чемпіонка та срібна призерка Олімпійських ігор 1996 року, чемпіонка світу.

## Виступи на Олімпіадах
| Олімпіада    | Дисципліна          | Місце |
| ------------ | ------------------- | ----- |
| Атланта 1996 | індивідуальна шпага | 2     |
| Атланта 1996 | командна шпага      | 1     |
| Сідней 2000  | індивідуальна шпага | 5     |
| Сідней 2000  | командна шпага      | 5     |